# Carnage (film, 2011)
Pour les articles homonymes, voir Carnage.
Pour plus de détails, voir Fiche technique et Distribution.
Carnage est un film franco-germano-polono-espagnol co-écrit et réalisé par Roman Polanski, sorti en 2011.
Il s’agit d’une adaptation de la pièce de théâtre Le Dieu du carnage de Yasmina Reza.
Malgré un semi-succès commercial, le film obtient  des critiques positives. C'était le dernier film de Polanski à être tourné en anglais, jusqu'à The Palace en 2023.
Le film est présenté en « compétition officielle » à la Mostra de Venise 2011.

## Synopsis
Deux couples new-yorkais règlent leurs comptes après une bagarre entre leurs enfants respectifs.

## Fiche technique
- Titre : Carnage
- Réalisation : Roman Polanski
- Scénario : Yasmina Reza et Roman Polanski, d'après la pièce de théâtre Le Dieu du carnage de Yasmina Reza
- Musique : Alexandre Desplat
- Montage : Hervé de Luze
- Décors : Dean Tavoularis
- Costumes : Milena Canonero
- Photographie : Paweł Edelman
- Producteur : Saïd Ben Saïd
  - Coproducteurs : Oliver Berben et Martin Moszkowicz

- Distribution : Wild Bunch (France), SBS Productions (International)
- Pays :  France,  Allemagne,  Pologne,  Espagne
- Durée : 79 minutes
- Budget : 25 millions de dollars[1]
- Dates de sortie [2]:
  - Italie : 16 septembre 2011
  - France : 7 décembre 2011
  - États-Unis : 16 décembre 2011

## Distribution
- Jodie Foster (VF : Hélène Babu) : Penelope Longstreet
- Kate Winslet (VF : Irène Jacob) : Nancy Cowan
- Christoph Waltz (VF : Pascal Bongard) : Alan Cowan
- John C. Reilly (VF : Aurélien Recoing) : Michael Longstreet
- Elvis Polanski : Zachary Cowan
- Eliot Berger : Ethan Longstreet
- Tanya Lopert : la mère de Michael, au téléphone (voix)
- Julie Adams : la secrétaire, au téléphone (voix)
- Roman Polanski : un voisin
- Joseph Rezwin : Walter, au téléphone (voix)
- Nathan Rippy : Dennis, au téléphone (voix)

Source et légende : Version française (VF) sur le site d’AlterEgo (la société de doublage)

## Production

### Genèse du projet
Le Dieu du carnage est une pièce de théâtre écrite et mise en scène par Yasmina Reza, représentée à partir du 25 janvier 2008 à Paris, au Théâtre Antoine et interprétée par Isabelle Huppert, André Marcon, Valérie Bonneton et Éric Elmosnino. En 2009, la pièce a été adaptée en anglais, sous le titre God of Carnage, par Christopher Hampton aux États-Unis à Broadway avec James Gandolfini, Marcia Gay Harden, Jeff Daniels et Hope Davis.
Ce film est un projet de longue date de Polanski. Après avoir assisté à une représentation de la pièce à Paris, il se met d'accord avec Yasmina Reza sur les conditions d'une adaptation pour le cinéma. Ils écrivent ensemble le scénario. Ils se mettent d'accord sur une transposition de l'intrigue à New York et un casting d'acteurs anglo-saxons. Le cinéaste prépare ensuite davantage le film durant son assignation à résidence à Gstaad en Suisse dès l'été 2010, à la suite de ses problèmes judiciaires, et pendant la postproduction de son précédent film The Ghost Writer. Reza l'y rejoint à plusieurs reprises pour parachever l'écriture du script.

### Distribution
Matt Dillon était à l'origine pressenti pour incarner Michael. C'est finalement John C. Reilly qui endosse le rôle,.

### Tournage
Bien que l'histoire se déroule à New York, le film a entièrement été tourné dans les studios de Bry-sur-Marne, dans le Val-de-Marne en France, en raison de la quasi-certitude d'arrestation judiciaire du réalisateur s'il se rendait aux États-Unis. Le tournage débuta le 31 janvier 2011, et se termina fin février.

## Accueil

### Accueil critique
La critique du film est plutôt bonne tant de la presse que des spectateurs : de la part des critiques professionnelles, Carnage obtient un accueil favorable dans les pays anglophones, le site Rotten Tomatoes écrit que 71 % des critiques des professionnels sont positives, pour 193 commentaires collectés et une moyenne de 6,8 sur 10 tandis que le site Metacritic, recensant les critiques des magazines anglophones, lui attribue un accueil globalement positif mais toutefois mitigé, puisqu'il obtient une moyenne de 61⁄100 pour 40 commentaires collectés. En France, le long-métrage rencontre également un accueil positif de la part des professionnels, puisqu'il obtient une moyenne de 3,5 sur 5 pour 28 commentaires collectés sur le site Allociné.
De la part du public, Carnage récolte une note moyenne de 7,1 sur 10 sur le site IMDb, pour 68 934 votes, ainsi que 66 % d'avis favorables sur le site Rotten Tomatoes, pour 20 401 votes et une moyenne de 3,5 sur 5 et une note moyenne de 6,9 sur 10 sur le site Metacritic, pour 99 notes. Sur le site Allociné, le film obtient une note moyenne de 3,4 sur 5 pour 3 656 notes dont 651 critiques .

### Box-office
Carnage ne rencontre pas un véritable succès commercial, puisqu'il totalise 27 603 069 $ de recettes au box-office mondial, dont 2 547 047 $ au box-office américain, pour un budget de production de 25 millions de $. En France, le film totalise 437 278 entrées .

## Distinctions principales

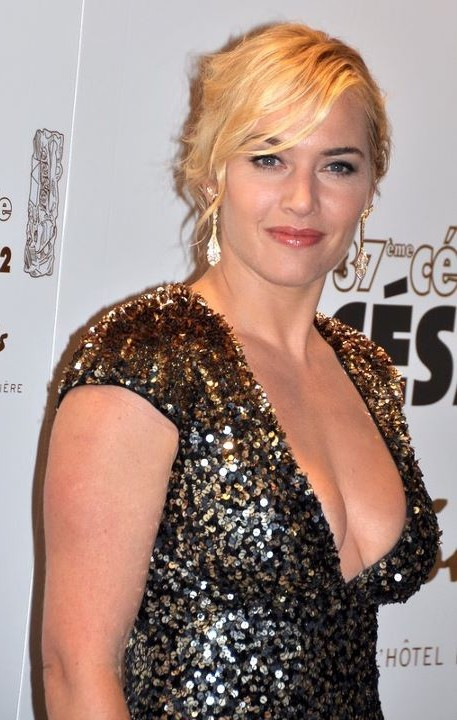
L'actrice Kate Winslet aux Césars 2012, où le film est nommé au César de la meilleure adaptation.

### Récompenses
Mostra de Venise 2011
Petit Lion d'or
César 2012
César de la meilleure adaptation pour Roman Polanski et Yasmina Reza
15e Récompenses cinématographiques polonaises-Orły 2012
Aigle du meilleur réalisateur pour Roman Polanski

### Nominations
Mostra de Venise 2011
en compétition pour le Lion d'or
Satellite Awards 2011
Satellite Award du meilleur acteur dans un second rôle pour Christoph Waltz
Satellite Award de la meilleure actrice dans un second rôle pour Kate Winslet
Golden Globes 2012
Golden Globe de la meilleure actrice dans un film musical ou une comédie pour Jodie Foster
Golden Globe de la meilleure actrice dans un film musical ou une comédie pour Kate Winslet
Prix Goya 2012
Prix Goya du meilleur film européen